# Andrija Hebrang (père)
Pour les articles homonymes, voir Andrija Hebrang.
Andrija Hebrang, né le 22 octobre 1899 et mort le 11 juin 1949, est un homme politique yougoslave d'origine croate.

## Biographie
Né à Gradina, alors en Autriche-Hongrie, il adhère en 1919 au Parti communiste de Yougoslavie. Emprisonné à plusieurs reprises durant l'entre-deux-guerres pour son engagement politique, il monte dans les rangs du Parti, faisant au passage la connaissance de Josip Broz, alias « Tito ». En 1928, il est condamné à 12 ans de travaux forcés. Relâché en mars 1941, il devient membre du Comité central du Parti communiste de Croatie, la branche croate du PCY.
Durant la Seconde Guerre mondiale, alors que la Yougoslavie est envahie et démembrée, Hebrang fait partie de la direction des Partisans. Capturé en 1942 par les Oustachis, il est envoyé au camp de Stara Gradiška, mais il en est libéré à la suite d'un échange de prisonniers. Il participe en novembre de la même année à la première session, dans la « République de Bihać », du Conseil antifasciste de libération nationale de Yougoslavie (AVNOJ). En juin 1943, il participe à la fondation de la branche croate de l'AVNOJ, le Conseil antifasciste de libération nationale de Croatie (Zemaljsko antifašističko vijeće narodnog oslobođenja Hrvatske ou ZAVNOH), dont il est le vice-président : le ZAVNOH compte non seulement des communistes, mais aussi des membres du Parti paysan croate, et utilise des slogans patriotiques pour être plus rassembleur.
Le ZAVNOH manifeste cependant une indépendance croissante : Hebrang va jusqu'à le présenter comme le successeur du Sabor (le parlement national croate) et à réclamer une autonomie accrue après-guerre pour la Croatie. La faction de Hebrang impose l'usage du drapeau croate dans les zones contrôlées en Croatie par les Partisans, et les résistants communistes serbes doivent se soumettre à l'autorité de commissaires politiques croates. Confronté à des défections de recrues serbes au profit des Tchetniks, la direction croate exécute plusieurs récalcitrants au cours d'un « procès stalinien ». Tito envoie alors Edvard Kardelj et Milovan Djilas réorganiser la section croate des Partisans : Hebrang est démis à l'été 1944 de ses fonctions au ZAVNOH, puis au Comité central.
Après-guerre, à la suite de la rupture soviéto-yougoslave, Hebrang est soupçonné par le camp de Tito de comploter pour le compte de Staline. Il est arrêté par l'UDBA, tandis que sa femme et ses enfants sont mis en résidence surveillée. Il meurt en prison dans des circonstances mal élucidées, probablement assassiné dans sa cellule en 1949. Sa famille ne reçoit aucun certificat de décès.
Son fils et homonyme, Andrija Hebrang, a également fait une carrière politique, dans les rangs de l'Union démocratique croate après la fin du régime communiste yougoslave.